# Oberhain
Oberhain (örtlich „Hahne“) ist ein Ortsteil der Stadt Königsee im Landkreis Saalfeld-Rudolstadt (Thüringen).

## Geografie
Oberhain und seine Ortsteile liegen auf einer waldarmen Hochfläche zwischen dem Schwarzatal im Süden und dem Rinnetal im Norden. Oberhain liegt am Hädderbach, der westlich an der 665 Meter hohen Barigauer Höhe entspringt und östlich des Ortes in die Schwarza mündet.
Zwischen Oberhain, Barigau und Lichta lag die Wüstung Tanndorf, die aber bereits 1447 im Sächsischen Bruderkrieg zerstört worden zu sein scheint.

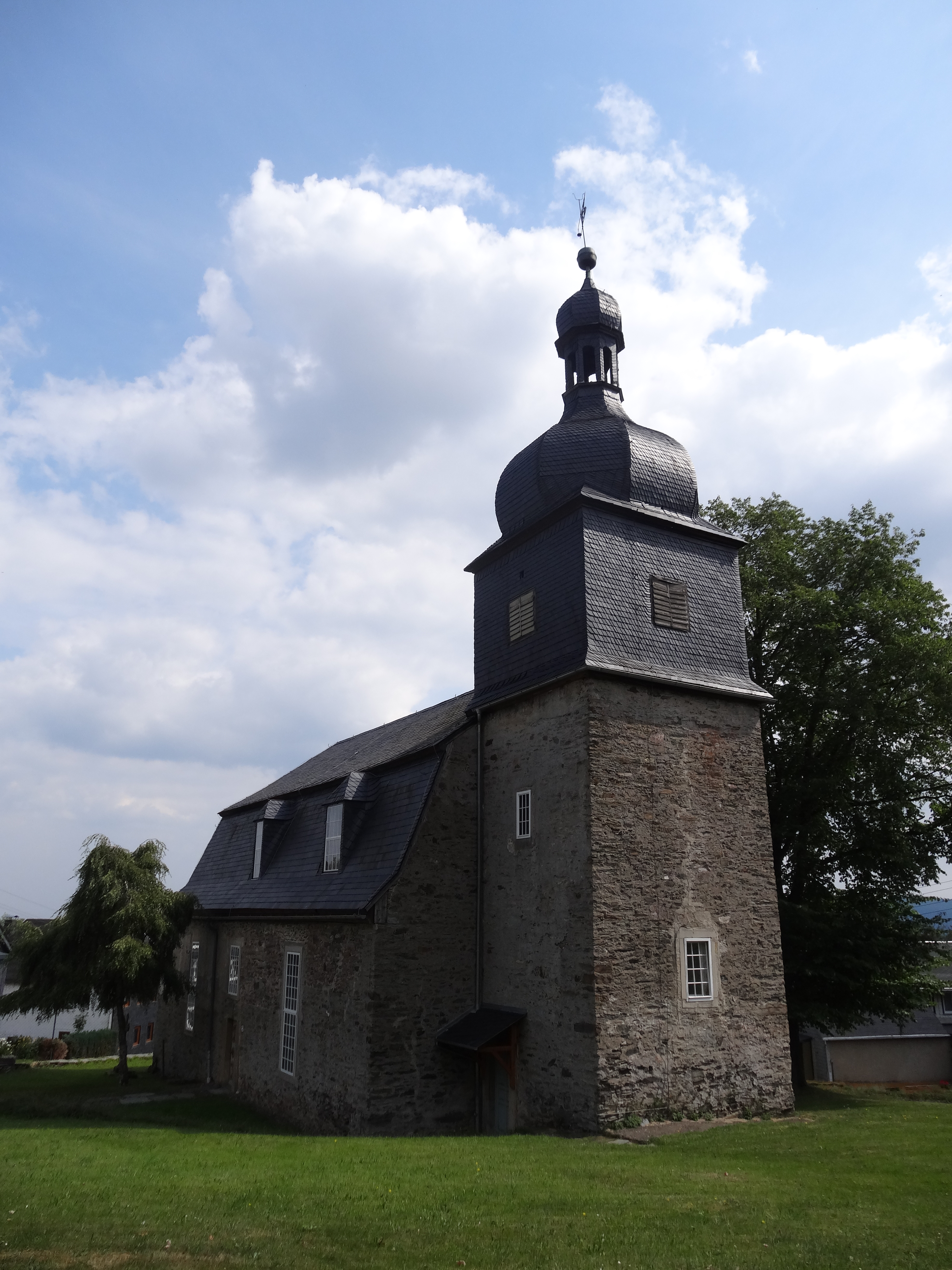
Kirche in Oberhain, Thüringen

## Geschichte
Oberhain wurde 1370 als Obirn Hayn erstmals urkundlich erwähnt. In früher Zeit wurde insbesondere Bergbau betrieben. So bestand in Oberhain die Grube Güldene Kirche, im heutigen Ortsteil Mankenbach befand sich eine Eisenhütte und in Unterhain erlangte insbesondere das Fuhrwesen Bedeutung. Im 19. Jahrhundert war der Olitätenhandel ein wichtiger Erwerbszweig in den Orten. Bis 1918 gehörte die Orte zur Oberherrschaft des Fürstentums Schwarzburg-Rudolstadt.
Am 1. Juli 1950 wurden die bis dahin eigenständigen Gemeinden Barigau, Mankenbach und Unterhain eingegliedert.
Am 1. Januar 2019 wurde Oberhain in die benachbarte Stadt Königsee eingemeindet.

## Kirche
- St. Lukas (Oberhain)

## Politik
Oberhain gehörte bis zur Eingemeindung nach Königsee der aufgelösten Verwaltungsgemeinschaft Mittleres Schwarzatal an.
Der letzte Bürgermeister war Egon Langguth, er wurde am 2. September 2012 gewählt.

## Wirtschaft und Verkehr
Die Umgebung Oberhains wird landwirtschaftlich genutzt, des Weiteren verzeichnet der Ort auch Tourismus. Straßen verbinden Oberhain mit Allendorf, Unterweißbach und Dröbischau.